# Falcon Alkoholfri Arena
Falcon Alkoholfri Arena – stadion piłkarski w Falkenbergu, w Szwecji. Został otwarty 2 kwietnia 2017 roku. Może pomieścić 5300 widzów. Swoje spotkania rozgrywają na nim piłkarze klubu Falkenbergs FF oraz piłkarki zespołu IF Böljan.
Decyzję o budowie nowego stadionu podjęto w 2014 roku, po historycznym awansie Falkenbergs FF w sezonie 2013 do Allsvenskan. Do tej pory rolę głównej areny piłkarskiej w Falkenbergu pełnił stadion Falkenbergs IP. Nowy obiekt został otwarty 2 kwietnia 2017 roku spotkaniem ligowym Falkenbergs FF – Östers IF (0:2).